# Vitalijus Vaikšnoras

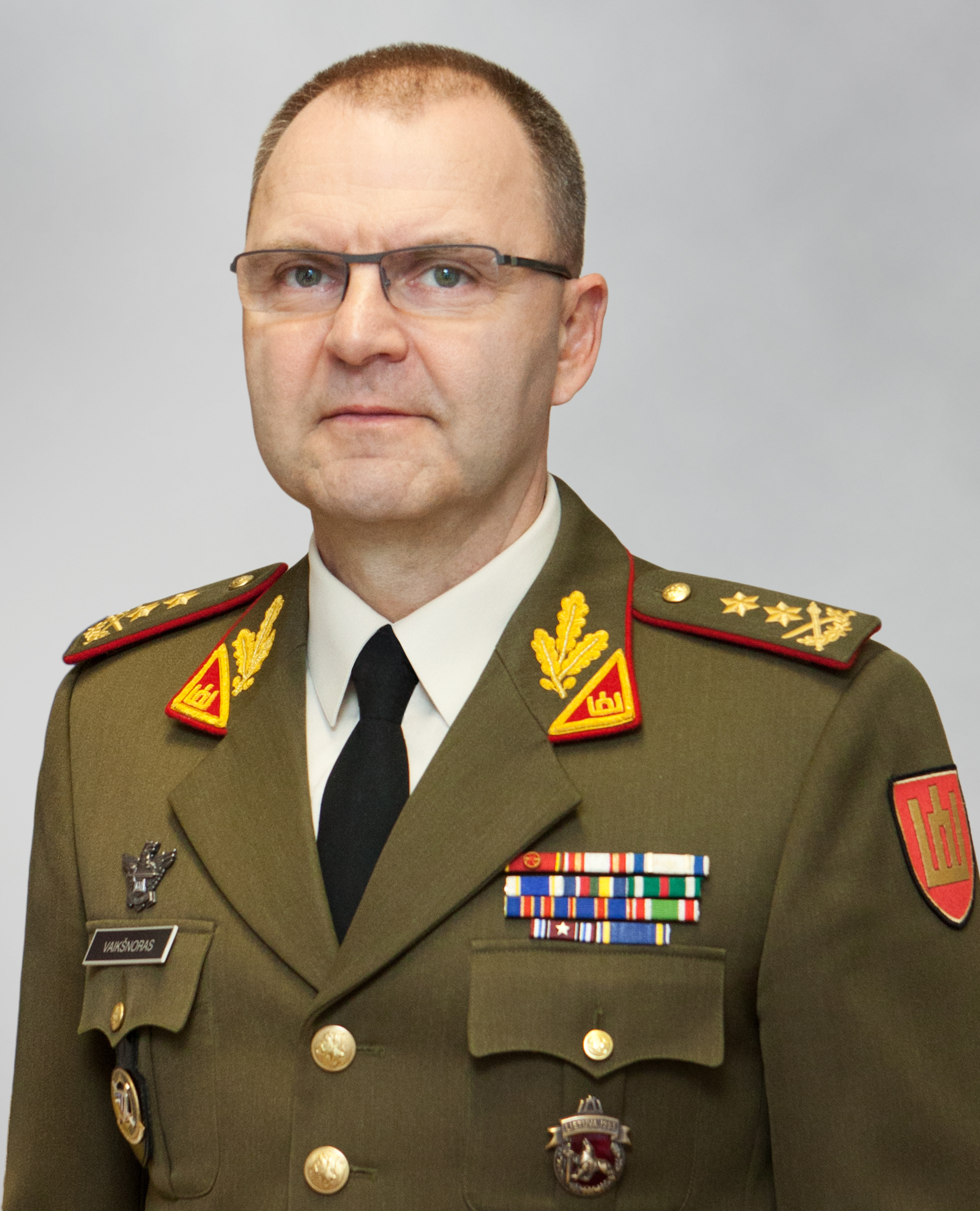
Vitalijus Vaikšnoras

Vitalijus Vaikšnoras (* 23. April 1961) ist ehemaliger litauischer Generalmajor. Von 2016 bis 2019 war er Chef des Stabes der Litauischen Armee. Zuvor war er u. a. militärischer Vertreter Litauens bei der NATO und der EU und Kommandant des Baltic Defence College.

## Leben

### Militärische Laufbahn
Beförderungen
sowjetische Streitkräfte
- Leutnant (1982)
- Oberleutnant (1984)
- Hauptmann (1987)
- Major (1990)

litauische Streitkräfte
- Major (1992)
- Oberstleutnant (1995)
- Oberst (2001)
- Brigadegeneral (2005)
- Generalmajor (2007)

Von 1978 bis 1982 studierte Vitalijus Vaikšnoras an der Militärakademie in Vilnius. Im Anschluss nahm er verschiedene Posten in der sowjetischen Armee ein und stieg dort bis zum Major auf. 
Nach der Wiedererlangung der staatlichen Unabhängigkeit, wechselte er zu den Verteidigungskräften des sich restituierenden Litauens, aus denen sich die Streitkräfte des Landes entwickelten. In den Jahren 1994 bis 1995 absolvierte er Englisch-Sprachkurse in den USA und studierte im Anschluss am dortigen Command and General Staff College (1995–1996). Im Jahr 2000 übernahm er den Posten des Stabschefs der Infanteriebrigade Geležinis vilkas. Als Nachfolger von Jonas Vytautas Žukas führte Vaikšnoras ab 2001 die Brigade als deren Kommandant.
Am 25. April 2003 wurde er Stabschef im litauischen Verteidigungsministerium. Es folgte in den Jahren 2004 bis 2005 ein weiteres Auslandsstudium am NATO Defense College. Am 23. November 2007 wurde er zum Generalmajor befördert. Von 2008 bis 2012 war Vaikšnoras Vertreter der litauischen Streitkräfte bei der NATO und der EU. Am 19. Dezember 2012 löste er Meelis Kiili als Kommandant des Baltic Defence College ab. Zuvor war der General noch kurzzeitig als Berater im litauischen Verteidigungsministerium tätig gewesen. Nach mehr als drei Jahren an der Spitze der trinationalen Militärakademie, wurde er von Andis Dilāns abgelöst und übernahm am 16. August 2016 den Posten des Stabschefs der litauischen Streitkräfte. Im April 2019 wurde er aus dem Amt verabschiedet. Anfang Mai schied er altersbedingt aus dem aktiven Armeedienst aus und wurde in die Reserve verabschiedet. Danach wurde er als Berater an der Litauischen Militärakademie General Jonas Žemaitis tätig.

### Privates
Vitalijus Vaikšnoras ist verheiratet und Vater einer Tochter. Neben seiner Muttersprache beherrscht er auch Englisch und Russisch.

## Auszeichnungen
Vitalijus Vaikšnoras erhielt folgende staatliche Orden:
|  | Offizier des Ordens für Verdienste um Litauen      |
|  | Offizier des französischen Nationalverdienstordens |

Zudem ist er Träger verschiedener Auszeichnungen der litauischen und mit ihnen verbündeter Streitkräfte. Dazu gehören u. a.:
- Medaille anlässlich des Abzugs der russischen Streitkräfte aus Litauen
- Medaille anlässlich des NATO-Beitritts Litauens
- diverse Verdienstmedaillen der litauischen Streitkräfte
- Verdienstmedaille 2. Klasse des Befehlshabers der lettischen Streitkräfte
- Verdienstkreuz der estnischen Streitkräfte
- Verdienstmedaille der Baltischen Verteidigungsakademie
- Ehrenzeichen der Brigade Geležinis Vilkas
- Ehrenwaffe